# Yoshinori Sembiki
Yoshinori Sembiki (jap. 千疋 美徳 Sembiki Yoshinori; ur. 5 stycznia 1964) – japoński piłkarz występujący na pozycji obrońcy.

## Kariera piłkarska
Od 1985 do 1995 roku występował w klubach Yomiuri, NKK, Urawa Reds, NEC Yamagata i Fukuoka Blux.

## Kariera trenerska
Po zakończeniu piłkarskiej kariery pracował jako trener w Sagan Tosu i New Wave Kitakyushu.